# 新造駅
新造駅（しんぞう-えき）は、中華人民共和国広東省広州市番禺区に位置する広州地下鉄4号線の駅である。

## 歴史
- 2005年12月26日 - 開業。

## 隣の駅
■広州地下鉄4号線
大学城南駅 - 新造駅 - 石碁駅